# Glattschweinswale
Die Glattschweinswale (Neophocaena), auch Finnenlose Schweinswale genannt, sind eine Walgattung aus der Familie der Schweinswale (Phocoenidae). Ihr deutschsprachiger Trivialname leitet sich von der fehlenden Rückenflosse ab, die ihnen ein glattes, rundliches Aussehen verleiht.

## Beschreibung
Glattschweinswale sind grau und am Bauch manchmal etwas heller. Einige Individuen haben einen dunklen Kinnriemen. Glattschweinswalen fehlt die Finne, dafür ist der Rücken mit einer Tuberkelreihe versehen. Diese Tiere erreichen eine Länge von 1,4 bis 2,20 Metern und ein Gewicht von 30 bis über 45 kg. Der Kopf ist klein und durch die Melone deutlich gerundet. Die Flipper sind schlank und laufen spitz zu, die sichelförmige Fluke hat eine deutliche Einkerbung.

## Lebensweise
Glattschweinswale gelten als behäbige Tiere. Zum Atmen rollen sie sich an die Wasseroberfläche, Sprünge sind fast nie zu beobachten. Tauchgänge sind nicht länger als 11 bis 15 Sekunden. Sie leben in kleinen Gruppen, die selten aus mehr als vier Tieren bestehen. Ihre Nahrung besteht aus Fischen, Krebstieren (Garnelen) und Kopffüßern. Die Jungen werden nach einer Tragzeit von 11 Monaten geboren und 6 bis 15 Monate lang gesäugt. 

## Verbreitung

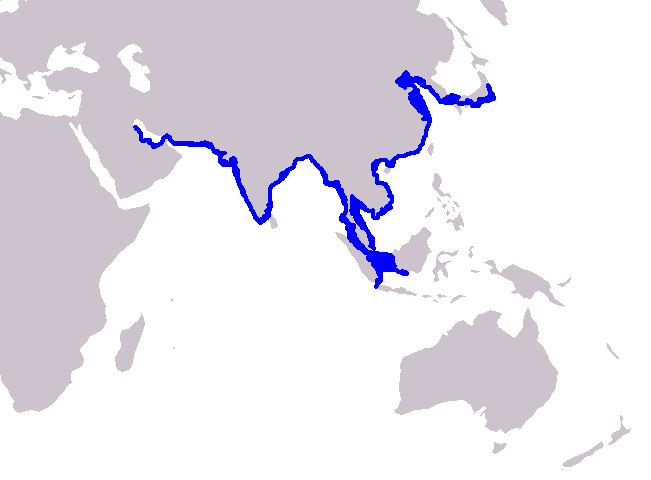
Vorkommen der Glattschweinswale

Glattschweinswale leben in den asiatischen Küstengewässern vom Persischen Golf bis Japan, besonders häufig sind sie in den indischen, indonesischen, chinesischen und japanischen Gewässern. Darüber hinaus findet man sie auch in Flussmündungen und sogar in Flüssen, wie beispielsweise dem Jangtsekiang. In den meisten Fällen halten sie sich in flachen, bis 50 Meter tiefen Gewässern auf.

## Systematik
Im 18. Jahrhundert wurden insgesamt vier Glattschweinswalarten beschrieben, wobei die Beschreibung in den meisten Fällen nur auf einem einzigen Exemplar beruhte. Die Gattung wurde 1899 durch den amerikanischen Zoologen Theodore Sherman Palmer beschrieben. Im 20. Jahrhundert galt die Gattung als monotypisch mit Neophocaena phocaenoides als einziger Art. 2011 wurde eine zweite, schon 1972 beschriebene Art revalidiert und die Gattung Neophocaena damit in die Arten Neophocaena phocaenoides und Neophocaena asiaeorientalis aufgespalten. Letztere hat zwei Unterarten: N. a. asiaeorientalis, die sehr selten im Jangtsekiang vorkommt und die häufigere Unterart N. a. sunameri aus südkoreanischen und japanischen Gewässern.

## Bedrohung
Für eine genaue Schätzung des Bedrohungsgrades gibt es zu wenig neue Daten. Durch ihre küstennahe Lebensweise stellen Faktoren wie Kollisionen mit Motorbooten, der Schifflärm, das Verfangen in Fischernetzen und die Verschmutzung der Meere Gefahren für die Tiere dar. Zwei Untersuchungen, eine aus den späteren 1970ern und eine aus dem Jahr 1999/2000 deuten an, dass Population und Verbreitungsgebiet der Gattung zurückgegangen sind. Die Gefährdung und der Rückgang der Populationen betrifft alle heute bekannten Arten und Unterarten. Wissenschaftler vermuten, dass dieser Rückgang schon seit Jahrzehnten anhält. Bei einer Zählung im Jahre 2006 konnten in dem chinesischen Fluss Jangtsekiang etwa 1.100 bis 1.200 Exemplare des dort beheimateten Glattschweinswals Neophocaena asiaeorientalis asiaeorientalis gezählt werden. Bei einer Zählung ein Jahrzehnt zuvor waren es noch rund 2.700 Tiere gewesen.